# Goran Stojanović
Goran Stojanović es un jugador de balonmano montenegrino-catarí que juega de portero en el El Jaish y en la Selección de balonmano de Catar.
Con la selección ha ganado la medalla de oro en el Campeonato Asiático de Balonmano de 2014 y la medalla de plata en el Campeonato Mundial de Balonmano Masculino de 2015.

## Palmarés

### Gummersbach
- Recopa de Europa de Balonmano (2): 2010, 2011

### Rhein-Neckar Löwen
- Copa EHF (1): 2013

## Clubes
- RK Lovcen Cetinje ( -2004)
- Grasshopper (2004-2005)
- VfL Pfullingen (2005-2006)
- VfL Gummersbach (2006-2011)
- Rhein-Neckar Löwen (2011-2014)
- El Jaish (2014- )